# Indianin w Paryżu
Indianin w Paryżu (fr. Un Indien dans la ville) – francuski film komediowy z 1994 roku.

## Treść[1]
Stephen, paryski makler giełdowy, planuje ponownie się ożenić. By dopełnić formalności związane z rozwodem z poprzednią żoną, udaje się do amazońskiej dżungli, gdzie jego była mieszka. Na miejscu dowiaduje się, że ma trzynastoletniego syna Mimi-Siku, wychowanego wśród Indian. Stephen obiecuje mu, że zabierze go do Paryża, gdy będzie mężczyzną. Ku zaskoczeniu Stephena, Mimi-Siku następnego dnia, zgodnie z obyczajem panującym w plemieniu, zostaje przyjęty do grona dorosłych mężczyzn. Stephen musi dotrzymać obietnicy.

## Obsada[2]
- Thierry Lhermitte : Stéphane Marchadot
- Patrick Timsit : Richard Montignac
- Ludwig Briand : Mimi-Siku
- Miou-Miou : Patricia Marchadot
- Arielle Dombasle : Charlotte
- Władimir Kotlarow(inne języki) : Paweł Kucznukow
- Sonia Vollereaux : Marie Montignac
- Jackie Berroyer : Maître Joanovici
- Marc de Jonge : Roustan
- Louba Guertchikoff : Godet
- Philippe Bruneau : Maréchal
- Dominique Besnehard : Maître Dong
- Cheik Doukouré : Bonaventure
- Marie-Charlotte Leclaire : secrétaire de Rossberg
- Olga Jiroušková : Sonia Kucznukowa
- Chick Ortega : poplecznik Kucznukowa
- Paco Portero
- Sonia Lezinska : stewardesa
- Marc Brunet : policjant
- Olivier Hémon : policjant
- Thierry Desroses : celnik
- Katja Weitzenböck : Van Hodden
- Pauline Pinsolle : Sophie Montignac
- Stanley Zana : Jonathan Montignac
- Gaston Dolle : Benjamin